# Arthur Schnitzler
Arthur Schnitzler, född 15 maj 1862 i Wien, död 21 oktober 1931 i Wien, var en österrikisk författare och dramatiker av judisk börd. Han var son till Johann Schnitzler.

## Biografi
Schnitzler studerade medicin och promoverades 1885 till medicine doktor men kom snart att uteslutande ägna sig åt sitt författarskap. Han debuterade 1893 med Anatol, som är en serie enaktare. Ett stort antal teaterpjäser, romaner och noveller gjorde honom på kort tid känd över Europa. Enbart i Sverige har ett dussintal av hans teaterstycken blivit uppförda. Pjäsen Liebelei (Älskog), som också sattes upp i Stockholm 1896, blev hans stora genombrott. 
Schnitzler har klassificerats som tillhörande den grupp författare som kommit att kallas för dekadenterna och den era som ibland kallas för Wiener Moderne. Efter första världskriget blev intresset för hans verk påtagligt mindre. Den miljö som han fortsatte att skildra, respektlös och njutningslysten, aristokratisk och ofolklig, hade definitivt passerats, men ännu inte kommit på tillräcklig distans för att kunna avnjutas som kulturhistoria.
När Arthur Schnitzler framträdde som diktare var naturalismen den litterära moderiktningen, inspirerad av bland andra Zola, Ibsen och Strindberg. Denna hade inte någon framgång i Österrike utan i Wien uppstod i stället en oppositionell impressionistisk strömning, vars främsta företrädare blev Schnitzler och Hugo von Hofmannsthal. Schnitzlers vitalaste verk skapades under andra hälften av 1920-talet då hans stjärna redan var i dalande och har fått klassikeranstrykning, Fräulein Else, Spiel im Morgengrauen och Flucht in die Finsternis. 
Schnitzlers karaktär gjorde att han tidigt kom att inrikta sin uppmärksamhet på antisemitismen. Problemet var ömtåligt och tas upp i läkarkomedin Professor Bernhardi, 1912. Pjäsen bygger på autentiskt stoff och skildrar hur en konflikt mellan en judisk kirurg och en katolsk präst, i det dåtida Wien, leder till riksdagsinterpellationer och politiskt intrigerande.  
Alla verk av Schnitzler utom romanen Vägen ut till lifvet brändes under bokbålen i Nazityskland 1933.
Schnitzlers novell Traumnovelle (1926, på svenska Drömberättelse, 1999) låg till grund för manuset till filmen Eyes Wide Shut.

## Verkförteckning

### Noveller och romaner
- Sterben (novell, 1894)
  - Mot döden (översatt av Ester von Frenckell, Schildt, 1919)
- Die Frau des Weisen (novell, 1898)
- Frau Berta Garlan (roman, 1900)
  - Berta Garlans ungdomskärlek (översatt av E.P. Enewald, Hökerberg, 1917)
- Leutnant Gustl (novell, 1901)
  - Löjtnant Gustl jämte andra noveller (översatt av Gustaf Linden, Geber, 1912)
  - Löjtnant Gustl (översatt av Karin de Laval, 1938)
- Die Griechische Tänzerin (1904)
  - Den grekiska danserskan och andra noveller (översatt av Runar Schildt, 1918)
- Dämmerseelen (1907)
- Der Weg ins Freie (roman, 1908)
  - Vägen ut till lifvet (översatt av Walborg Hedberg, Bonnier, 1911)
- Masken und Wunder (1912)
- Frau Beate und ihr Sohn (1913)
- Der blinde Geronimo und sein Bruder (1915)
- Casanovas Heimfahrt (novell, 1918)
  - Casanovas hemfärd (översatt av Gustaf Linden, Dahlberg, 1920)
- Fräulein Else (novell, 1924)
  - Fröken Else (otryckt översättning av Susanne Widén för Kungliga Dramatiska teatern 1999)
- Traumnovelle (novell, 1926)
  - Drömberättelse (översatt av Ulrika Wallenström, Bonnier, 1999)
- Spiel im Morgengrauen (novell, 1926–1927)
  - Spel i gryningen (översatt av Per Erik Wahlund, Tiden, 1949)
- Therese: Chronik eines Frauenlebens (roman, 1928)
- Flucht in die Finsternis (novell, 1931)

### Pjäser
- Anatol (1893)
  - Anatol (översättning Gustaf Linden, Bonnier, 1919)
  - Anatol och andra enaktare (översatt av Per Erik Wahlund, Forum, 1965) [innehåller även översättningar av Die Gefährtin och Komtesse Mizzi oder der Familientag]
- Liebelei (1895)
  - Älskog (uppförd i Sverige 1896)
- Zehn Dialoge (1896/97)
- Parazelsus (1898)
  - Paracelsus : versspel i en akt (översatt av Gunnar Klintberg, Bonnier, 1934)
- Der grüne Kakadu (1898)
  - På gröna papegojan (uppförd i Sverige 1910)
- Die Gefährtin (1898)
  - Anatol och andra enaktare (översatt av Per Erik Wahlund, Forum, 1965) [innehåller även översättningar av Die Gefährtin och Komtesse Mizzi oder der Familientag]
- Das Vermächtnis (1898)
- Freiwild (1898) UB Bielefeld
- Der Schleier der Beatrice (1899)
  - Beatrices slöja (översatt av Synnöve Gripenberg, 1921)
- Reigen (tio dialoger, 1900)
  - Ringlek (översatt av Margareta Marin, Pontes, 1994)
- Die Frau mit dem Dolche (1900)
  - Damen med dolken (uppförd i Sverige)
- Lebendige Stunden (fyra enaktare, 1902)
- Die letzten Masken (1901)
  - Den sista maskeraden (uppförd i Sverige)
- Literatur (1901)
  - Litteratur (uppförd i Sverige)
- Der einsame Weg (1904)
  - Den ensliga vägen : skådespel i 5 akter (översatt av Runar Schildt, 1921)
- Zwischenspiel (1905)
  - Intermezzo (uppförd i Sverige)
- Der Ruf des Lebens (1905)
- Der Puppenspieler (tre enaktare, 1906)
  - Marionetten (uppförd i Sverige)
- Komtesse Mizzi oder Der Familientag (1909)
  - Släktingar (uppförd i Sverige 1910)
  - Anatol och andra enaktare (översatt av Per Erik Wahlund, Forum, 1965) [innehåller även översättningar av Die Gefährtin och Komtesse Mizzi oder der Familientag]
- Der junge Medardus (1910)
- Das weite Land (1911)
  - Det vida landet (uppförd i Sverige 1915)
  - Landet utan gräns (otryckt översättning av Lars Bjurman för Stockholms stadsteater 1992)
- Professor Bernhardi (1912)
  - Professor Bernhardi : komedi i fem akter (översatt av Gustaf Linden, Ljus, 1914)
- Komödie der Worte, tre enaktare (1915)
- Komödie der Verführung (1924)
- Grosse Szene
  - Den ”stora scenen” : komedi i en akt (översättning Gustaf Linden, 1917)
  - Den stora scenen (otryckt översättning av Gustaf Molander för Radioteatern 1957)

### Svenska samlingsvolymer och ej identifierade översättningar
- Doktor Gräsler, badläkare (översättning Ernst Klein, Ivar Baarsen, 1917)
- Spådomen och andra berättelser (översättning E.P. Enewald, Hökerberg, 1918)
- Fink och Fliederbusch : komedi i tre akter (översättning Gustaf Linden, Bonnier, 1919)